# Varkensgras-verbond
Het varkensgras-verbond (Polygonion avicularis) is een verbond uit de weegbree-orde (Plantaginetalia majoris). Het verbond omvat eutrafente tredvegetatie.

## Naamgeving en codering
- Syntaxoncode voor Nederland (rVvN): r12Aa

De wetenschappelijke naam Polygonion avicularis is afgeleid van de botanische naam van gewoon varkensgras (Polygonum aviculare).

## Associaties in Nederland en Vlaanderen
Het varkensgras-verbond wordt in Nederland en Vlaanderen vertegenwoordigd door een drietal associaties. De associatie van Engels raaigras en grote weegbree geldt als de centrale associatie van het verbond.
- - associatie van Engels raaigras en grote weegbree (Plantagini-Lolietum)
  - associatie van varkenskers en schijfkamille (Coronopodo-Matricarietum)
  - associatie van vetmuur en zilvermos (Bryo-Saginetum)

## Fotogalerij

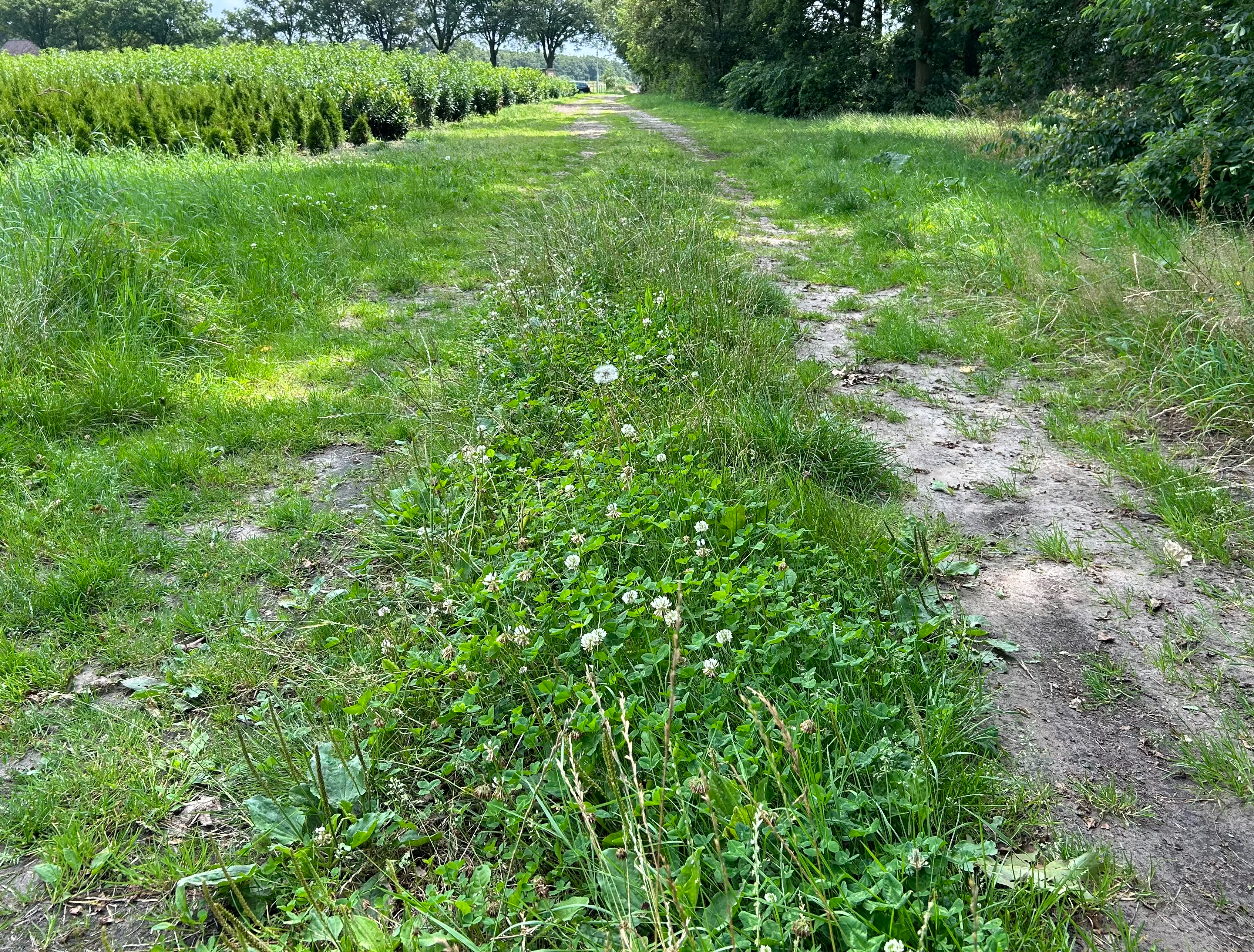
De associatie van Engels raaigras en grote weegbree.
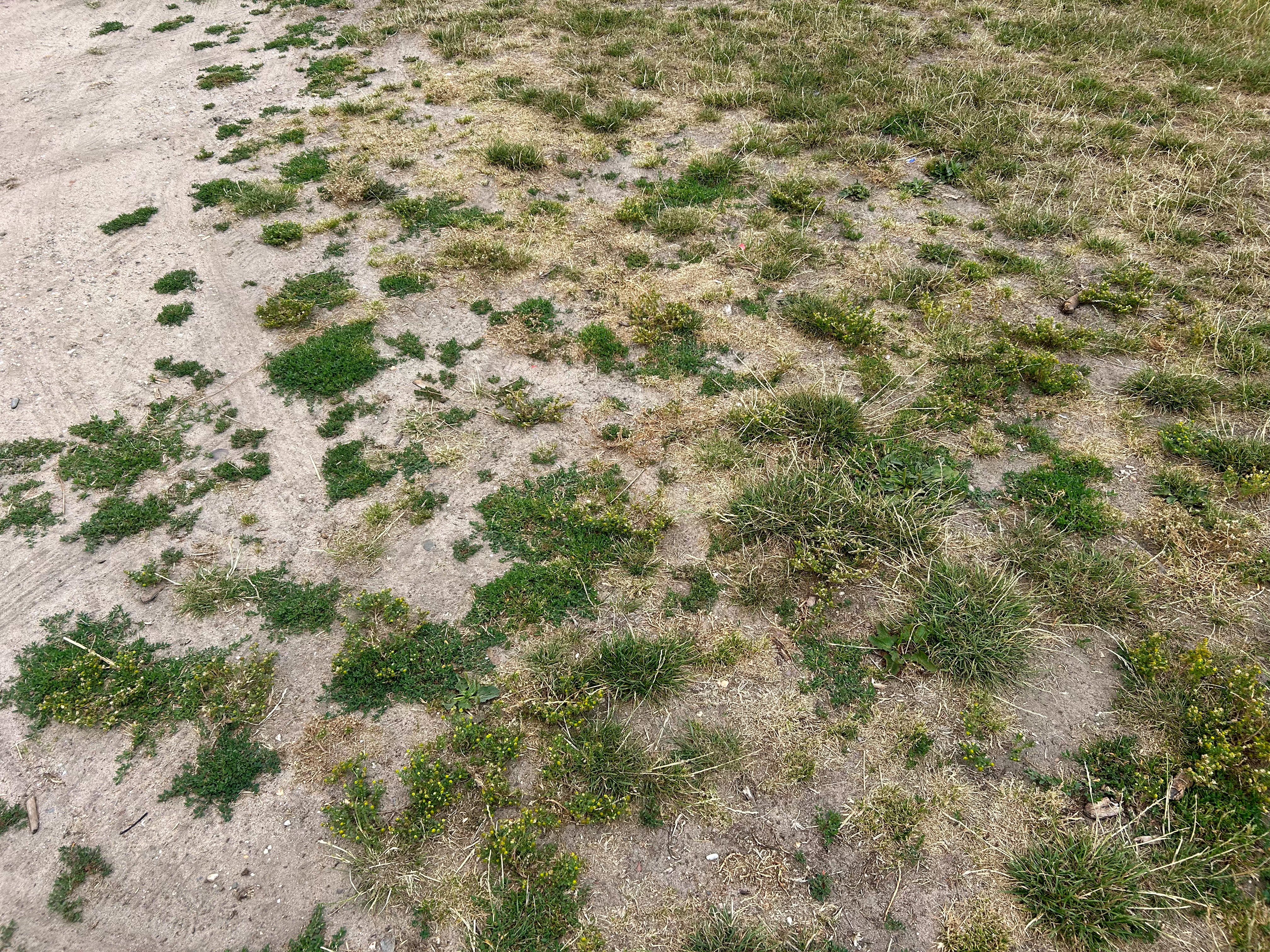
De associatie van varkenskers en schijfkamille.
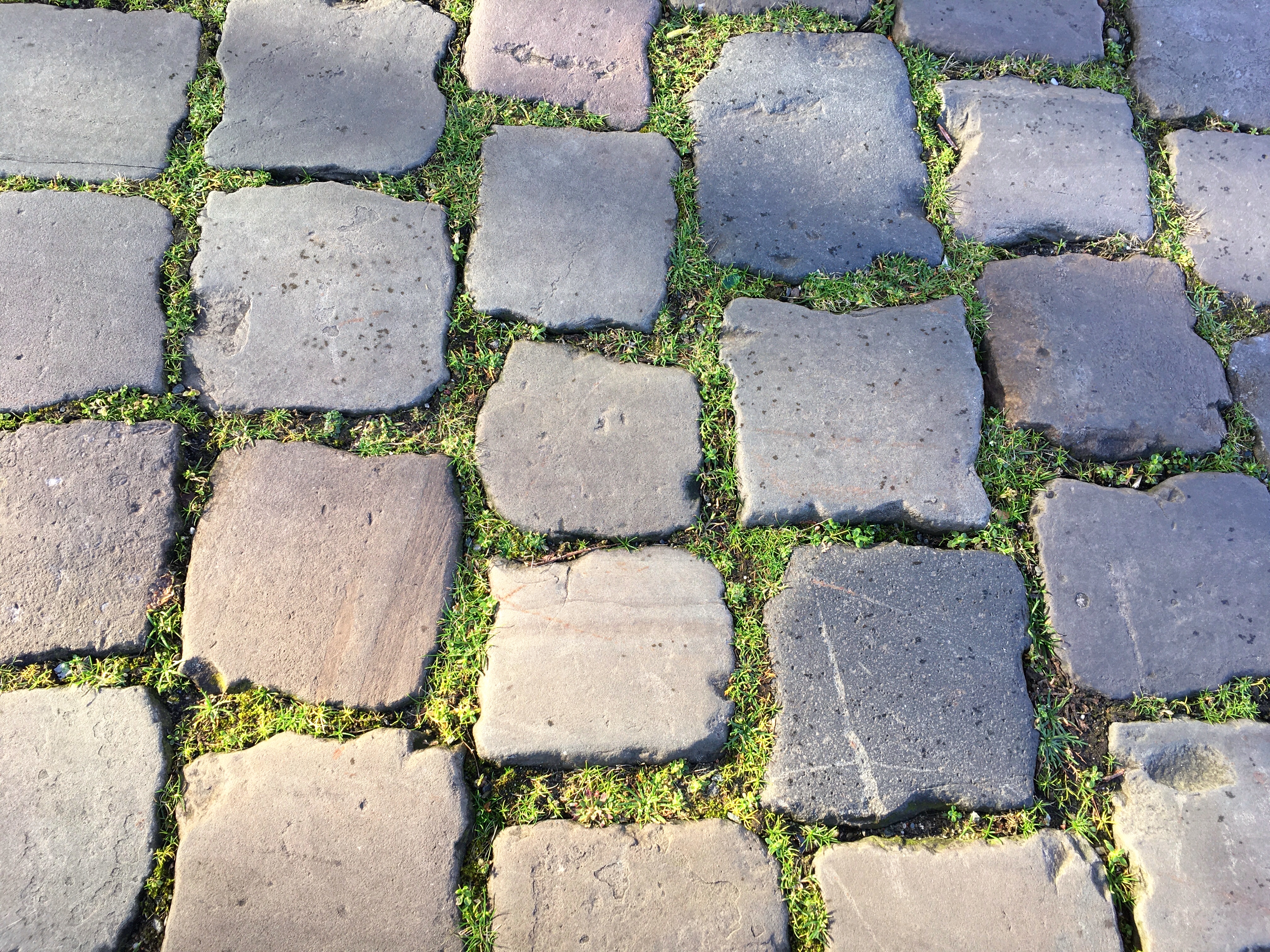
De associatie van vetmuur en zilvermos.